# Stand à hot dog

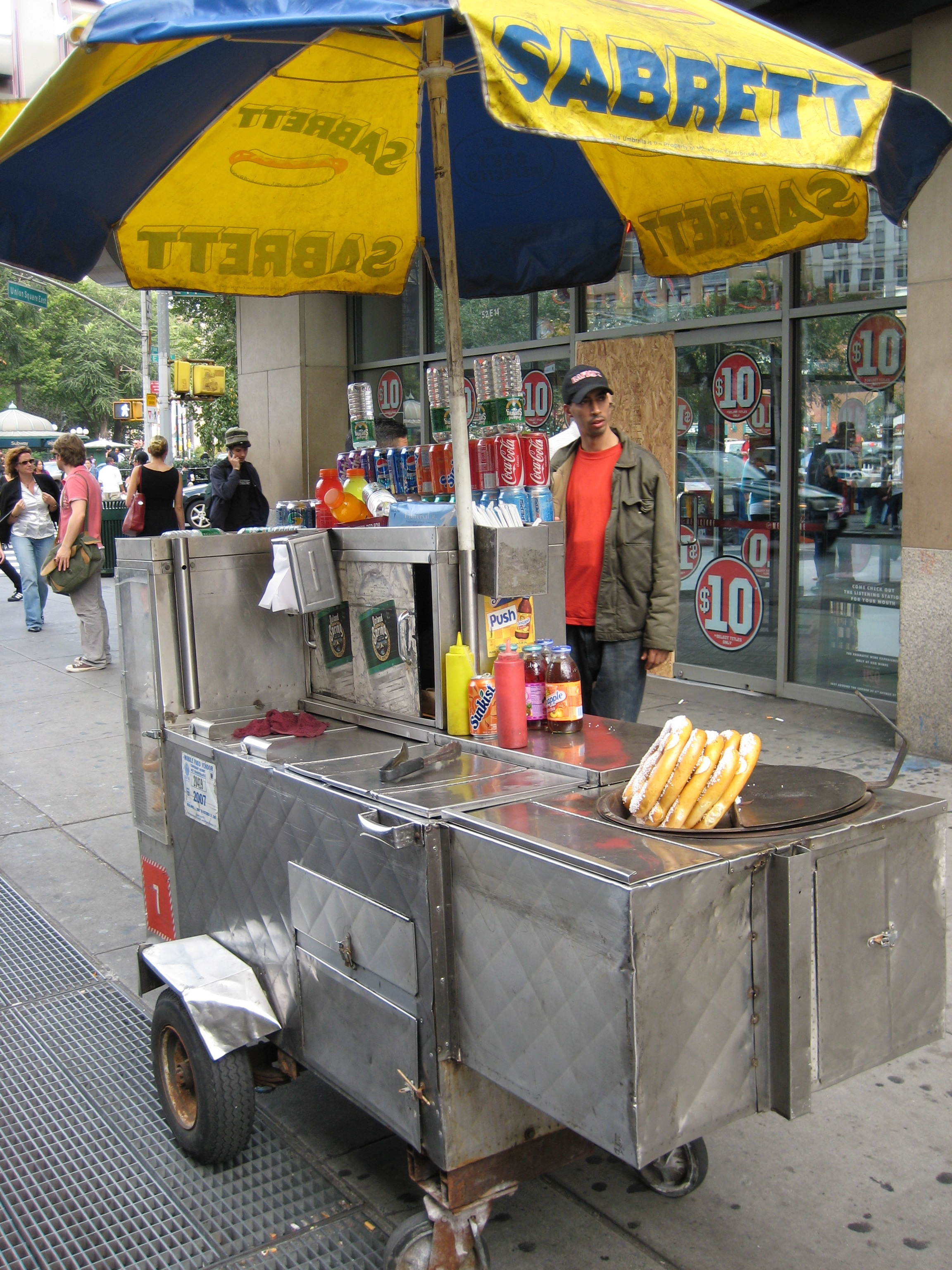
Stand à hot-dog à New York

Un stand à hot-dog est un stand mobile d'aliments spécialisée pour la préparation et la vente des aliments de rue, notamment des hot-dogs, aux passants. Un opérateur de chariot doit satisfaire aux rigoureuses réglementations sanitaires visant à protéger le public. Les stands à hot-dog sont des services de restauration rapides et faciles, fournissant des millions de personnes avec de la nourriture tous les jours. On peut en voir principalement aux États-Unis.

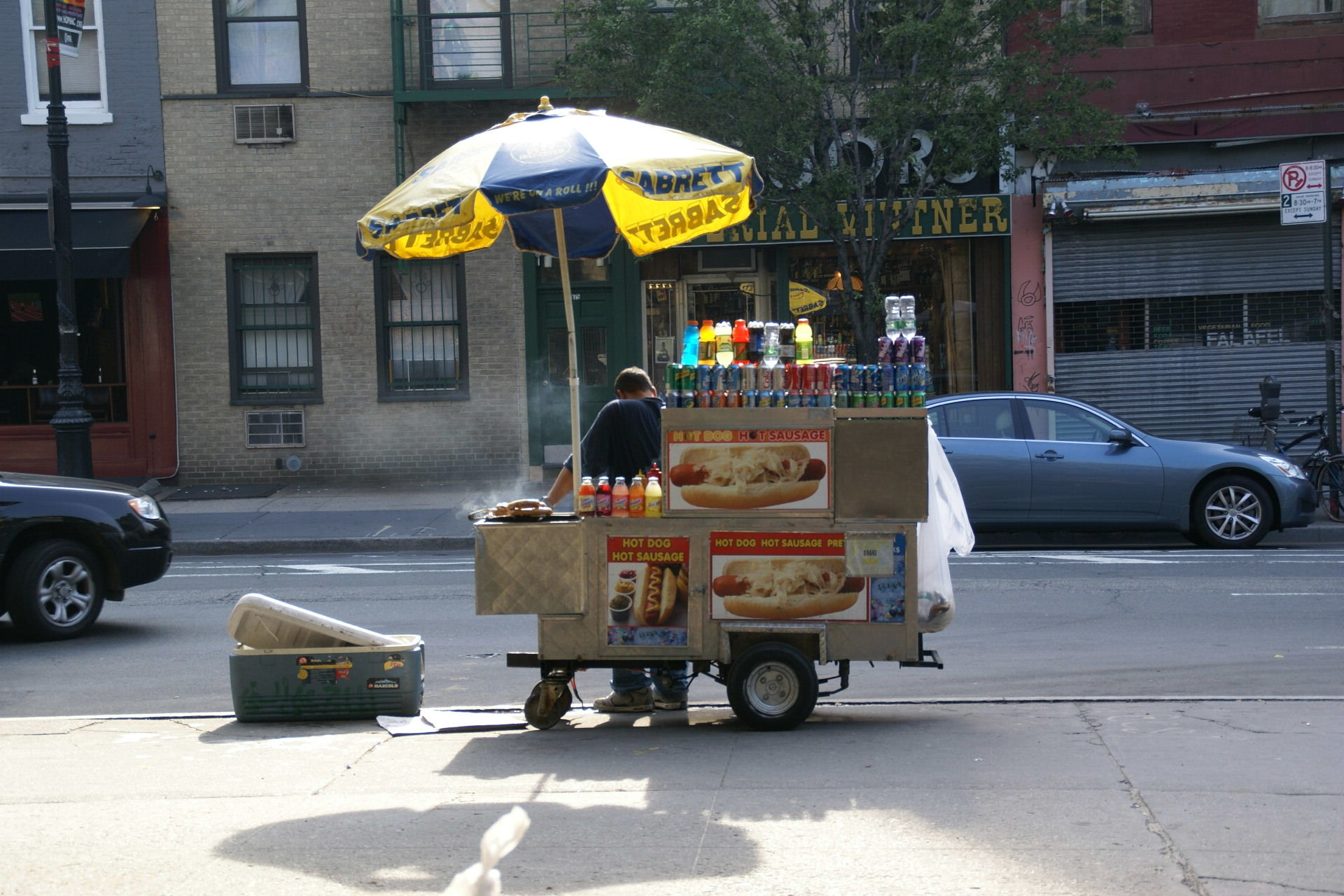